# Tranvía Urbano de Santa Cruz
El Tranvía Urbano de Santa Cruz es un sistema de transporte tranviario que prestará servicios en la ciudad de Santa Cruz de la Sierra, capital del Departamento de Santa Cruz.
La extensión total del sistema está estimada en 12 km y contara con 9 tramos con 20 estaciones.

## Tramos
- Tramo 1: Recorrerá el Segundo anillo. Tendrá 7,5 kilómetros y contará con 5 estaciones.
- Tramo 2: Recorrerá el Cuarto anillo. tendrá 14 km y 8 terminales.
- Tramo 3: Recorrerá el Avenida Mutualista; tendrá 13.5 km de trayecto y 3 terminales.
- Tramo 4: Recorrerá el Avenida Cristo Redentor; tendrá 10 km de trayecto y 3 terminales.
- Tramo 5: Recorrerá el Avenida Virgen de Cotoca; tendrá 8 kilómetros y 3 terminales.
- Tramo 6: Recorrerá el Avenida Tres pasos al frente; tendrá 7 kilómetros y 2 terminales.
- Tramo 7: Recorrerá el Avenida San Aurelio; tendrá 11 km y 3 terminales.
- Tramo 8: Recorrerá el Avenida Santos Dumont; tendrá 5 km y 2 terminales.
- Tramo 9: Avenida Doble Vía a la Guardia; 6 km y 2 terminales.